# Fiúk a rács mögött
A Fiúk a rács mögött (eredeti cím: Sciuscià – Cipőtisztítók) 1946-ban bemutatott fekete-fehér olasz filmdráma. Vittorio De Sica alkotása a II. világháború utáni időkben játszódik egy olasz városban. De Sica rendezői pályája kezdetének egyik központi témája a gyermek és a felnőtt kapcsolata, a gyermekek tiszta, de sérülékeny világának költői ábrázolása. Előző filmjének címe – A gyermekek figyelnek bennünket (1943) – önmagáért beszél. A Fiúk a rács mögött már a világháború utáni évben készült, ami De Sica és a forgatókönyvíró, Cesare Zavattini filmjének különös jelentőséget adott.

## Tartalom
|  | Alább a cselekmény részletei következnek! |

Két, cipőtisztításból élő fiú lovat szeretne vásárolni. Egyikük bátyja segíti őket a hiányzó összeghez úgy, hogy tudtukon kívül bűnténybe rántja őket. Lebuknak, a felnőttek pedig nem segítenek rajtuk – a nagyobbik gyerek egyébként is árva –, ezért a fiatalkorúak börtönébe kerülnek. A film legnagyobb része az itt eltöltött időt mutatja be. A felnőttek praktikái fokozatosan szembefordítják őket egymással: a nagyobbikkal elhitetik, hogy a barátját verik, ezért inkább mindent bevall. A kisebbik reszelőt csempész be a másik fiú cellájába, hogy azt ott megtalálják, ügyvédje pedig szándékosan eltúlozza a nagyobbik fiú ügyét, hogy védencét mentse.
Végül elítélik őket egy, illetve két évre. Egy vetítés alkalmával a kisebbik fiú egy vagánnyal együtt megszökik: a lovat akarják eladni. Ekkor a nagyobbik megmutatja a rendőröknek a rejtekhelyet. Amint egyedül marad a kisebbikkel, elkeseredésében ütni kezdi és véletlenül megöli. A ló lassan elballag…

## Jelképek
A cselekmény központi vonala bemutatja azt a folyamatot, ahogy a háború által okozott sebek és a szegénység, a felnőttek önzése, az intézet közönyös, kegyetlen légköre előbb megfosztja a vágyaitól, majd fokozatosan egymás ellenségeivé teszi a két barátot. A realitás és a gyermeki világ ütköztetésének egyik szép jelenete az intézeti filmvetítés: – Nézzétek, a tenger! – nevet fel meghatódva egy tüdőbeteg kisfiú, miközben a vásznon a háborút látjuk, a lángokban álló és süllyedő hajót.
A fehér ló a szépség és az álmok jelképes ábrázolása. A film elején a gyerekek egy lírai jelenetben ügetnek rajta, a fogság idején egyikük pénzre akarná váltani, a befejezésben pedig ez jelképezi az álmok, a gyermeki remények végleges összeomlását.

### Neorealizmus
A film a neorealista irányzat egyik korai darabja, s ez meg is látszik például a feketepiaci vagy az intézeti jelenetek, általában a tárgyi környezet valósághű bemutatásán. A felnőttek világának egyoldalú, negatív ábrázolása azonban – ami talán az alkotók célját, a túláradó részvét felkeltését is szolgálta – sokat levon a film értékéből, különösen a szerzők következő alkotása, a Biciklitolvajok fényében.
A film a hazai közönség előtt megbukott, külföldön azonban sikerrel vetítették, 1947-ben tiszteletbeli Oscar-díjat kapott.

## Szereposztás
| Szerep              | Színész            | Magyar hangja (1. szinkron) |
| ------------------- | ------------------ | --------------------------- |
| Pasquale Maggi      | Franco Interlenghi | Berzsenyi Márton            |
| Giuseppe Filippucci | Rinaldo Smordoni   | Penke Bence                 |
| Főfelügyelő         | Leo Garavaglia     | Pálfai Péter                |
| Jósnő               | Maria Campi        | Várnagy Kati                |
| Raffaele            | Annielo Mele       | N/A                         |
| Arcangeli           | Bruno Ortenzi      | N/A                         |
| Staffera            | Emilio Cigoli      | N/A                         |

- További magyar hangok: Albert Gábor, Balázsi Gyula, Dolmány Attila, Faragó András, Koroknay Géza.

## Díjak és jelölések
- Oscar-díj (1948)
  - díj: tiszteletbeli Oscar-díj
  - jelölés: legjobb eredeti forgatókönyv – Sergio Amidei, Adolfo Franci, Cesare Giulio Viola és Cesare Zavattini
- Italian National Syndicate of Film Journalists (1948)
  - díj: Ezüst szalag (legjobb rendező) – Vittorio De Sica